# Calathusa mesospila
Calathusa mesospila är en fjärilsart som beskrevs av Turner 1902. Calathusa mesospila ingår i släktet Calathusa och familjen trågspinnare. Inga underarter finns listade i Catalogue of Life.